# 小さな運転士 最後の夢
『小さな運転士 最後の夢』（ちいさなうんてんし さいごのゆめ）は、2005年8月27日（土曜日）の21:15 - 23:15まで『24時間テレビ 愛は地球を救う28〜生きる〜』（日本テレビ系）内で放送された日本のスペシャルドラマ。
「普通の子のように生きたい」、そんな願いをもち、拡張型心筋症という難病を抱えた少年、西田朋久（にしだ ともひさ・当時16歳）の「電車の運転手になりたい」という夢をめぐる物語で、江ノ島電鉄における実話を元にした。
24時間テレビのスペシャルドラマで歴代最高の視聴率26.6%を記録したが、本作は現在もDVD化されていない。
ドラマ放送の翌日に、14分間ほどの「小さな運転士 もうひとつの江ノ電物語」という、実際の生前の少年の映像を含めてメイキングが放送された。

## 実話
少年の名前はドラマでは西田朋久となっているが、これはドラマ上で仮名である。
1998年（平成10年）11月11日、拡張型心筋症を患っていた当時16歳の少年が、江ノ島電鉄線極楽寺駅近くの極楽寺検車区で100形108号電車を運転。ボランティア団体「メイク・ア・ウィッシュ・オブ・ジャパン」を通じて実現したもので、江ノ島電鉄は鉄道法規を熟読、営業路線以外で監督者立ち合いであれば運転可能なことを確認し、検車区内での電車運転をプレゼントした。江ノ島電鉄は新品の制服を新調し、少年に着用させた。
少年はその4日後の11月15日に容体が悪化し他界した（享年16）。その後2008年12月22日、江ノ島電鉄は少年に対して「運転士」の辞令交付を行った。
なお、ドラマ化される以前にドキュメンタリーとして、フジテレビの『奇跡体験!アンビリバボー』2004年4月15日放送にて紹介されたことがある。

## ストーリー
1981年（昭和56年）春、神奈川県藤沢市と鎌倉市を結ぶ江ノ島電鉄沿線に住む、西田和宏・裕美夫妻に妊娠が告げられた。ただ裕美は元々拡張型心筋症という難病を患っており、妊娠継続と出産は母体に著しく負担をかけ、命に関わると医師に告げられた。ただ、裕美は授かった命を大切にしたいと、妊娠出産を決意し和宏も支えていく。裕美は江ノ電に乗って病院に通院し、同年12月に切迫早産での緊急帝王切開もあったが、2180gにて朋久が誕生した。母体の管理と乳児の管理から1か月の入院を経て、2人は自宅に退院するのだった。
退院後は、心不全の発作に耐えながら、裕美は朋久の育児を続けていく。しかし朋久の6か月健診において、医師より朋久が裕美と同じ拡張型心筋症を患っていると告げられた。その後、裕美の心不全の状態も次第に悪くなり入院となってしまう。和宏は仕事と朋久の育児を続けながら、休みの日には江ノ電に乗って二人で裕美のお見舞いに行く生活が続けられた。
4歳になった朋久は、心不全のため外で遊ぶことも危なく部屋で過ごすだけの毎日であった。休みの日に、自宅から外出して江ノ電に乗って裕美の病院へ行くことは、朋久にとって裕美に会えることと同じく嬉しい時間でもあった。だが、医師から朋久の心不全の状態と安全を考えて、今後看護設備の整った児童養護施設へ入所することを勧められた。和宏と裕美も家族ばらばらになることを悩んだ末に、朋久の身体のことを最優先として入所の方向で決断する。裕美は病院で、朋久は養護施設で、それぞれ3人別々に生活していく日々となっていった。休日のみ、和宏と朋久の2人は江ノ電に乗って裕美の病院を訪れて、家族3人が一緒になれる唯一の時間であった。
しかし裕美の状態はその後も安定せず、朋久が9歳になった時、状態が悪化して他界した。
朋久はその後も不安定な心臓の状態を維持しながらも、中学生にまで成長していった。でも心不全の進行悪化のため、中学3年の時にとうとう入院となっていった。元々江ノ電に乗ることが好きで、鉄道が好きなこともあり、入院後は鉄道の本を読みふけるようになり、時刻表や、路線の経路を、詳細に知っていたりと病院内で鉄道博士と呼ばれるようになっていた。入院しながら高校の受験も行われ、見事に合格を果たし高校への入学も決まったが、すでに退院できる状態では無く、余命わずかと医師から告げられる。
そんな朋久の小さな夢は、ずっと親しんできた江ノ電にもう一度乗ること、江ノ電の運転手になりたいことであった。和宏は、同じく難病で娘を亡くしたという病院ヘルパーの里中の助言もあり、慈善団体を通じて江ノ電へ手紙を送付する。江ノ電に手紙が届き、江ノ電社内では早速検討がなされた。江ノ電の実際の運転については鉄道運転規則があり、検討の末に一度は困難という判断にもなったが、乗務員室に特別に入室して運転席の傍に一緒に座ることならば可能とのことで、江ノ電は夢の実現を返答する。実際の運行に支障が出ないように特別列車のダイヤが編成され、予定は9月20日と決まった。しかし、その予定前日に朋久は強い心不全発作を生じ、外出できる状態ではなくなり計画は中止となった。
強い心不全発作から辛うじて一命と留めた朋久は、何とか頑張るからもう一度江ノ電に乗れる機会が欲しいと願い、和宏も実現に向けて医師へ嘆願し最後のチャンスと計画を進める。
11月11日、とうとうその日がやってきた。朋久は江ノ電が用意した江ノ電の本物の制服に身を包み、江ノ電藤沢駅のホームへやってきた。出迎えた江ノ電の駅員に案内され、特別列車の乗務員室へ車椅子で入室した。運転士と共に乗務員室から江ノ電の発車を唱え、駅員の敬礼に見送られながら、特別列車は藤沢駅を出発していった。自分が運転士になった気持ちで、小さい頃からずっと慣れ親しんだ江ノ電沿線の風景を、懐かしそうに運転席の横で眺めていった。その日江ノ電の各駅には、江ノ電の歴史上初めて有人駅・無人駅すべての駅に駅員が駐在して、朋久の特別列車に対して全員敬礼をもって見送っていった。
そして江ノ電は、自分で運転したいという本当の希望のために、本線から離れた側線内となる極楽寺検車区において、朋久が江ノ電の中で一番好きと言っていた108号電車「たんころ」を、朋久が実際に運転出来るように準備していた。朋久は車椅子移動がやっとの状態なのに、自分の足で立ち上がり、ゆっくりと「たんころ」に乗り、乗務員室へ入って運転席に座った。そして自身の手で操作して、電車はゆっくりと動き出していった。
その4日後、朋久は静かに他界していった。親子3人で江ノ電に乗っている夢を見続けるように……

## キャスト
- 西田和宏：阿部寛
- 西田裕美：和久井映見
- 西田朋久：鮎澤諒（2歳時）→小林三起（4歳時）→中島裕翔（9 - 16歳時、当時ジャニーズJr.、現Hey! Say! JUMP）
- 里中千津子：余貴美子（読み聞かせ　病院ヘルパー）
- 佐伯誠：竜雷太（藤沢中央病院　小児科　医師）
- 高梨洋平：草彅剛（当時SMAP）（特別出演）（江ノ島電鉄　運転士　ナレーション）
- 奈良橋進：田山涼成（江ノ島電鉄　総務部総務課長）
- 国光康晴：伊藤正之
- 村木早苗：清水ゆみ
- 松木高史：樋口浩二
- 教習所教官：でんでん
- 産婦人科医：菅原大吉
- 看護師：桑原裕子、春木みさよ

## スタッフ
- 脚本：寺田敏雄
- プロデュース：西憲彦（日本テレビ）、大塚泰之（三城）
- 演出：猪股隆一
- 音楽：羽毛田丈史
- カースタント：ウェルムーブ
- 特機：NK特機
- ロケ協力：江ノ島電鉄、藤沢市、メイク・ア・ウィッシュ オブ ジャパン、東邦大学大森病院、
- 協力：富永房枝 「“女の子”のとき-ふうちゃんの詩」（かど創房）
- 美術協力：日本テレビアート
- 技術協力：NTV映像センター
- 製作協力：三城
- 製作著作：日本テレビ